# Gamma (photographie)
En photographie argentique fixe ou cinématographique et en vidéo, le gamma caractérise le contraste d'un support de captation ou de diffusion d'images.

## En photographie et cinématographie argentiques

Courbe caractéristique d'un négatif.

En photographie et cinématographie argentiques, le gamma, ou facteur de contraste, caractérise le contraste de l'émulsion. Plus sa valeur absolue est élevée, plus l'émulsion est contrastée et inversement. Une émulsion négative a un gamma positif puisqu'elle s'opacifie avec lumière, à l'inverse une émulsion inversible (diapositive) a un gamma négatif.
Le gamma s'évalue à partir d'un sensitogramme par la pente de partie rectiligne de la courbe de Hurter-Driffield, qui représente la densité D (c'est-à-dire le logarithme de l'opacité) de l'image d'une pellicule photographique selon le logarithme de la lumination H reçue. La lumination, parfois appelée exposition, est le produit de l'éclairement lumineux reçu par l'émulsion photographique par le temps d'exposition. Sa formule générale est donc :
{\displaystyle \gamma ={\frac {\Delta D}{\Delta \log H}}.}
Le contraste apparent d'un tirage papier en photographie ou d'un tirage positif en cinématographie résulte du gamma de l'émulsion utilisée à la prise de vue et de celui du support de tirage. Un transfert exact est assuré lorsque le produit de ces gamma est égal à 1. Un gamma supérieur à 1 donne un contraste accentué, et une impression de netteté accrue. Les pellicules inversibles ont un gamma négatif, d'une valeur absolue supérieure à 1.
Particulièrement en noir et blanc, on peut modifier le gamma en jouant sur la lumination et le temps de traitement dans le révélateur. Avec une forte lumination et un faible temps de traitement, on obtient un gamma plus faible. Un gamma d'émulsion négative est typiquement compris entre 0,5 et 0,7. Cela permet une plus grande latitude d'exposition : même avec un écart important de lumination, le sujet peut être dans la partie linéaire de la courbe, nécessairement limitée par la densité maximale et la densité de voile, résultant du traitement d'un film non exposé. Pour compenser, le film de tirage positif a un contraste supérieur à 1. Le tirage positif reproduit, en augmentant le contraste, une partie de la zone d'exposition correcte du film négatif. Au tirage, on peut mesurer et ajuster finement cette zone pour obtenir le résultat désiré, soit au tirage sur papier, soit, en film cinématographique, après examen de la copie de travail tirée avec les valeurs normales.
Le gamma caractérise l'effet d'un révélateur et d'un temps de développement sur la pellicule. Cependant, on utilise fréquemment la partie non linéaire du pied de courbe dans la composition. Les ombres de l'image sont ainsi moins contrastées, ce qui permet d'y distinguer des nuances dans le tirage. De plus, les émulsions courantes n'ont pas de partie linéaire bien définie. Des fabricants proposent des procédés conventionnels pour définir les deux points entre lesquels on mesure la pente. Le point inférieur est celui où la densité atteint une valeur de 0,1 au dessus de la densité de voile. Le point supérieur est celui où la lumination est de 1,5 supérieure à celle du point inférieur. Kodak donne, sous le nom de facteur de contraste (Contrast Index) un indice similaire au gamma. Le point inférieur est le même, mais le point supérieur est à l'intersection de la courbe avec un arc de cercle centré sur le point inférieur, de 2 de rayon sur une échelle logarithmique orthonormée.

## En vidéo et imagerie électronique
En vidéo, le terme gamma provoque souvent des confusions, parce qu'il désigne deux grandeurs distinctes :
La caractéristique de transfert d'un transducteur optique électroniqueC'est la relation entre l'éclairement, si c'est un capteur, ou l'exitance, si c'est un radiateur (comme un écran de télévision), et la tension à ses bornes. Elle n'est pas linéaire quand le transducteur est à tube. Le gamma est la pente de la droite qui représente le mieux la caractéristique du tube dans sa partie utile sur un graphique à échelles logarithmiques. Ce gamma transpose celui de la photographie.
La correction de gammaC'est l'amplification non linéaire que l'on applique au signal électrique avant la transmission pour obtenir un rendu satisfaisant. Cet ajustement volontaire de la caractéristique du signal n'a pas de rapport nécessaire avec le précédent. Même si les transducteurs sont linéaires, le bruit de fond est moins visible avec un encodage non-linéaire. La correction de gamma peut se comprendre comme un moyen de transmettre non pas la luminance d'un objet, mais sa luminosité perçue.
Si on représente d'ordinaire la fonction de transfert d'opacité des émulsions photographiques sur une échelle logarithmique, dans les systèmes vidéo, particulièrement à tube cathodique, on présente la tension en entrée et la luminosité en sortie sur une échelle linéaire. En conséquence, la caractéristique de gamma, qui représente au fond la même chose qu'en film, est une relation suivant une loi de puissance approchant la relation liant l'amplitude du signal de luminance (en volts) d’un signal de télévision et l'exitance (en lm/m²) de l'image sur l'écran à tube cathodique.

### Gamma d'un transducteur
Un tube cathodique (ou CRT, cathode ray tube) convertit un signal vidéo en lumière, si c'est un écran, ou la lumière en signal, si c'est un capteur, au moyen d'un flux d'électrons que produit un canon à électrons, dont la réponse est non-linéaire. La relation approximative qui relie le flux lumineux L et la tension électrique Vs est
{\displaystyle L\approx k.V_{\rm {s}}^{\gamma }}
où γ est la lettre grecque gamma, et k une constante dépendant de l'alimentation de chauffage du canon à électrons, et du luminophore utilisé, le gain étant contrôlé par la tension d'accélération. Pour un tube cathodique, γ vaut environ 2,5.
Par simplicité, considérons un tube monochrome. Le signal vidéo est compris entre 0 et 1. Le gamma n'affecte pas ces valeurs, puisque quel que soit γ, 0γ = 0 et 1γ = 1 ; il transforme les valeurs intermédiaires. Quand le signal vaut 0,5, la luminance lumineuse de l'écran n'est que de 0,52,5 ≈ 0,2. 
L'appareillage électronique qui gère des capteurs et des écrans tient compte de leurs caractéristiques de gamma pour produire, soit le signal, soit la luminosité prévue par la norme de transmission.

### Correction de gamma
Le meilleur rendu de l'image ne s'obtient pas, en général, avec une transmission linéaire de la luminosité. Avec une caractéristique non-linéaire, le bruit de fond est moins apparent, et l'augmentation du contraste dans les hautes et moyennes lumières donne une impression de précision, sans faire disparaître totalement les détails dans les ombres.
La correction de gamma ne compense pas principalement les non-linéarités des capteurs et des écrans, elle donne, exactement comme en photographie, une meilleure qualité d'image, avec un encodage plus proche de la sensibilité visuelle humaine. En d'autres termes, le signal transmis subit une transformation que résume cette autre fonction gamma :
{\displaystyle V_{\rm {C}}\approx k'.{\frac {V_{\rm {S}}{}^{(1/\gamma )}}{k}}}
où VC est la tension corrigée et VS est la tension source , et k’/k une constante de gain. Pour la télévision, la Rec. 709 prévoit un γ de 2,2.
Un écran couleur reçoit trois signaux vidéo (rouge, vert et bleu) et en général chaque couleur a sa propre valeur de gamma, notée γR, γV ou γB. Cependant, dans les affichages les plus simples, une seule valeur de γ est utilisée et ajustable pour chacune des trois couleurs composantes.
D'autres dispositifs d'affichage ont des valeurs différentes de gamma : par exemple, l'affichage d'une Game Boy Advance a un gamma élevé entre 3 et 4 dépendant des conditions de luminosité ambiante. Dans les affichages à cristaux liquides (LCD) comme ceux des ordinateurs portables, la relation entre le signal de tension VS et le flux lumineux L est fortement non linéaire et ne peut pas être décrite par une simple valeur gamma ; un écran à plasma permet un transfert linéaire.
Le réglage du gamma, comme celui du niveau de noir et celui de la luminosité maximale, est désormais une décision concernant la qualité visuelle de l'image, appelée souvent rendu.
La fonction gamma, ou son inverse, a une pente infinie ou nulle à zéro. Cela conduit à des problèmes durant la conversion depuis ou vers l'espace colorimétrique gamma. Pour cette raison, les normes de signal définissent un niveau vn en dessous duquel la correction ne s'applique pas, qui définissent un segment de droite près de zéro. Des correctifs s'appliquent pour obtenir la continuité.
La recommandation sRGB s'applique aux écrans d'ordinateurs utilisés pour les travaux graphiques.
Le signal est défini entre 0 et 1.
- S'il est inférieur à 0,04045, la luminance relative est proportionnelle au signal, entre 0 et 0.003 ;
- s'il est supérieur, on applique un gamma de 2,4. Pour raccorder la courbe en niveau et en pente, on ajoute au signal 0,055, et pour arriver à 1 quand le signal est à 1, on divise la somme par 1,055.

Du fait de l'aménagement du pied de courbe, le gamma ne s'applique, comme en photographie, qu'à la partie moyenne du signal.
La luminance de seuil correspond à un niveau où l'effet de la lumière ambiante sur l'écran prédomine le plus souvent.